# شون اولسون
شون اولسون (بالإنجليزية: Sean Olsson)‏ هو متزلج جماعي بريطاني، ولد في 2 مارس 1967 في Beverley ‏ في المملكة المتحدة.

## وصلات خارجية
- شون اولسون على موقع أوليمبيديا (الإنجليزية)
- شون اولسون على موقع اللجنة الأولمبية البريطانية (الإنجليزية)